# Château de Corbières
Le château de Corbières est un château situé sur la commune de Corbières dans le canton de Fribourg en Suisse. C'est un bien culturel d'importance nationale.

## Situation

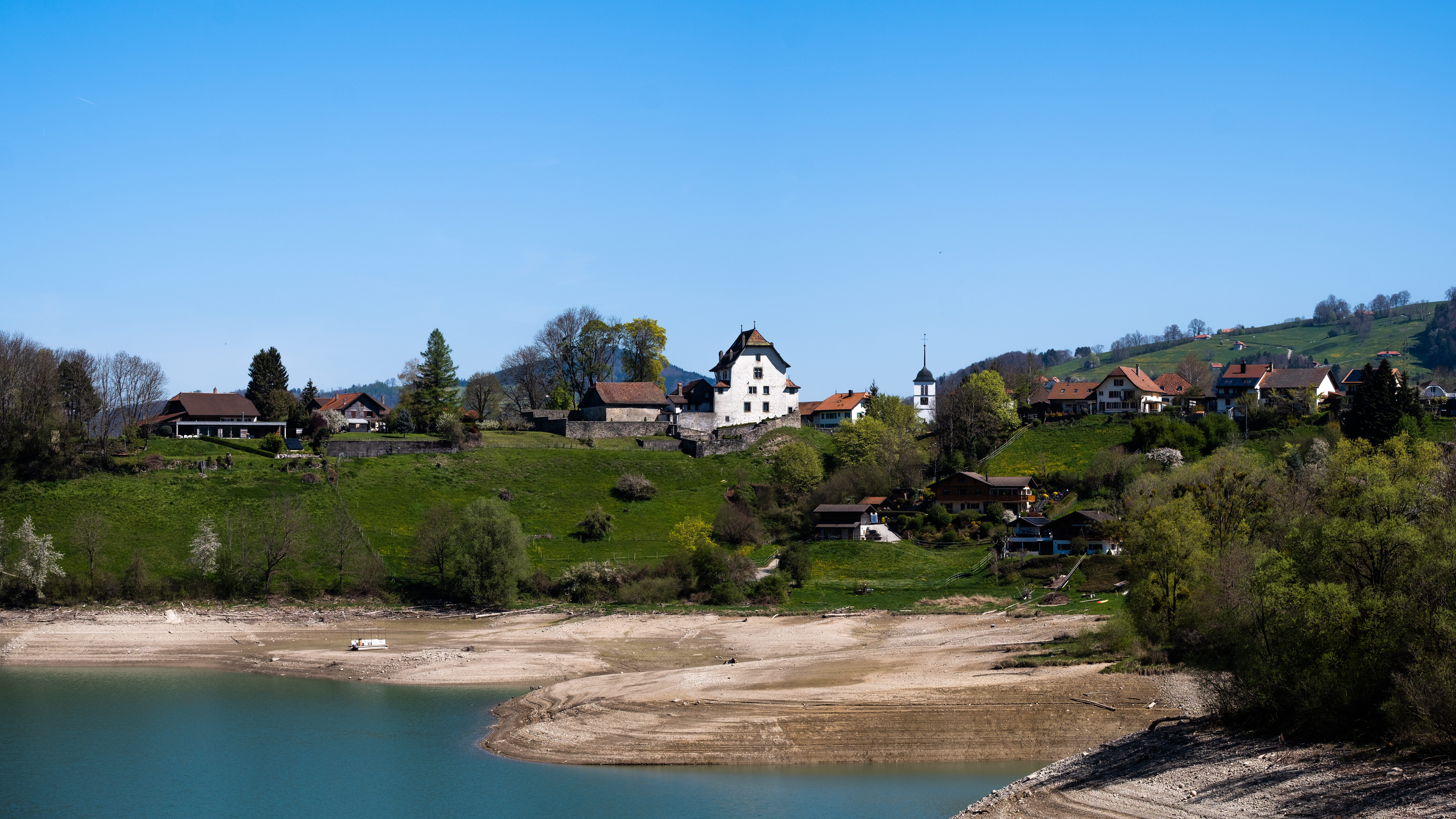
Vue du château depuis le pont de Corbières.

Le château de Corbières est situé sur des hauteurs qui surplombent la Sarine (le Lac de la Gruyère depuis le XXe siècle), à l'endroit où une route romaine descendait la rive est de la rivière jusqu'à un gué permettant de la traverser. Il s'agit donc d'une position stratégique pour contrôler le passage sur la Sarine, tandis que de l'autre côté se trouve le château de Vuippens.

## Histoire
Le nom de Corbières est attesté pour la première fois en 1115, dans la fameuse pancarte de Rougemont.
L'origine du château actuel se situe au XIIIe siècle, quand un nouveau château est construit à cet emplacement, sans doute après 1225, alors qu'un ancien château datant probablement du XIIe siècle se situait derrière la chapelle du village. Il s'agit alors d'un château fortifié qui sera notamment occupé par Isabelle de Gruyère et sa descendance. Un bourg se développe aux alentours de l'édifice, qui compte une trentaine de maisons en 1408.
Lorsque le château entre en possession de Fribourg en 1554, il se trouve en très mauvais état. L'édifice est destiné à accueillir les baillis fribourgeois. Bartholomé Renault, premier bailli de Corbières obtient le droit de restaurer le château en 1560. Le bâtiment est alors entièrement reconstruit et prend son aspect actuel. Il sera encore restauré en 1750. Jusqu'en 1848, il est occupé par les baillis, puis les lieutenants du gouvernement et enfin les préfets.
En 1850, l'État de Fribourg vend le château à une bourgeoise de Fribourg, Elisabeth Bourknecht. Quelques propriétaires privés se succèdent ensuite, dont Athénaïs Clément, qui y ouvre une « Maison de relèvement moral », confiée d'abord à des sœurs franciscaines, puis aux religieuses de la Congrégation de Notre-Dame de Charité du Bon Pasteur.
En 1927, le château est offert aux moines bénédictins par un notable fribourgeois, dont le fils est entré dans cet ordre. Les moines transforment le château en couvent et y vivent de 1928 à 1956, avant de déménager au Bouveret.
Le château demeure vide durant deux ans, les moines ne parvenant pas à trouver un acquéreur. On raconte notamment que le coureur automobile fribourgeois Joseph Siffert réfléchit à s'y installer. Finalement, à la fin des années 1950, le château est vendu à bon prix aux frères Emile et Louis Angéloz, sculpteurs, qui entreprennent de rénover eux-mêmes l'édifice en mauvais état. Le château devient un lieu d'accueil pour des artistes comme Émile Aebischer, dit « Yoki », le peintre Bernard Schorderet, le photographe Jean-Claude Fontana ou encore l'architecte Jean Pythoud. En 1963 naît la galerie d'exposition « AEL » (Angeloz-Emile-Louis), faisant de Corbières un centre artistique régional. L'aventure ne dure qu'une dizaine d'années, les deux frères vendant le château à un riche propriétaire anglais ou irlandais.